# 白川琴水
白川琴水（しらかわ きんすい）は明治時代の漢詩人。本名は幸（さち）、字は友之。飛騨国高山願生寺に生まれ、京都に出て菊池三渓に漢詩を学び、第一高等女学校で教師を務めた後、青木氏に嫁いで名古屋市で没した。
その詩は兪樾の『東瀛詩選』に採られるなど当時の清人に高く評価されたが、死後忘れ去られた。絵画も能くし、『本朝彤史列女伝』では自ら挿絵を描き、願生寺に絵画が残されている。

## 生涯
安政3年（1856年）8月10日、飛騨国大野郡灘郷下岡本村願生寺20世慈摂の子として生まれた。5歳で読書し、7歳で韻語を作ったという。
明治6年（1873年）、父慈摂に連れられ、京都東本願寺で翻訳局長を務めていた成島柳北に入門を請うたが、東京に移る予定だったため、代わりに菊池三渓を紹介された。明治7年（1874年）大阪に出て集成学校（大阪府立北野高等学校）で英学を学んだが、10月兄の死去を受けて一旦帰郷し、養蚕に従事した。
明治10年（1877年）1月京都府立第一高等女学校（京都府立鴨沂高等学校）に入学し、3月1日明治天皇が女学校に行幸した際、学業優等のため康煕字典を下賜され、2月9日には英照皇太后、皇后（昭憲皇太后）が行啓し、白絹を下賜された。3月17日准六等助教授、明治12年（1879年）4月准一等授業補となったが、12月辞職した。女学校ではウェットンに油絵を学び、明治11年（1878年）6月京都博覧会に出品して妙技賞銅牌を受賞した。また、村田香谷に日本画を学んだ。
明治13年（1880年）、名古屋市の洋反物商青木錠太郎に嫁ぎ、二女一男を儲けた。明治23年（1890年）9月1日死去し、東区針屋町正敬寺に葬られた。法号は釈尼慈恵。

## 著作
『鴨西寓草』
『日本同人詩選』に採られたが、散佚。
『琴水小稿』
明治9年（1886年）3月31日菊池三渓序。
『本朝彤史列女伝』
明治12年（1889年）刊行の列女伝。主に『大日本史』巻224「列女伝」に依拠するが、大槻磐渓『近古史談』、頼山陽『山陽遺稿』からも取り入れられている。願生寺所蔵の校正版甲本と、乙丙二種類の通行本が存在する。

## 代表詩
地歌の漢詩翻案を多く手がけており、以下の詩は「雪」に基づく。
```
花粉粉　雪霏霏　花は粉々たり、雪は霏々たり
淸香拂來不沾衣　清香仏ひ来りて、衣を沾さず
妾待郞　郞待否　妾は郎を待つ、郎は待つや否や
昨日春色今日違　昨日の春色、今日は違ふ
園池水寒衾欲凍　園池水寒く、衾凍らんと欲す
可憐鴛鴦合歡夢　憐むべし、鴛鴦合歓の夢
一聲閒斷半夜鐘　一声間断す、半夜の鐘
疏霰忽向枕邊送　疏霰、忽ち枕辺に向ひて送る
情緖纏綿亂如絲　情緒纏綿、乱るゝこと糸の如し
幾行紅淚灑冰肌　幾行の紅涙、氷肌に灑（そゝ）ぐ
躬可死不可割愛　躬は死すべきも、愛は割くべからず
浮生從頭一條葛　浮生、頭（はじめ）より一条の葛
```

## 評価
琴水の詩は同時代の清人に高く評価され、明治16年（1883年）、陳鴻詰は『日本同人詩選』に『鴨西寓草』から6首を採り、「是れ席佩蘭、金繊繊の一流人物なり。」等と評した。兪樾は『日本閨媛吟藻』で琴水の詩に触れ、『東瀛詩撰』に7首を採り、「頗る古体を工みとし、閨媛中に在りて、得難き者たり。」「歌に似、謡に似て、音節絶異なり。」「情致纏綿、頗る風人の意を得たり。」と賞賛した。
日本でも、久保天随が『茶前酒後』に取り上げ、「明治中、闔州に絶えて詩を能くする者無けれども、白川琴水独り巾幗たりて、大いに気を吐く。尤も異と称すべきなり。」と評している。しかし、死後急速に忘れ去られ、戦前にはすでに詩集が入手困難となっていた。

## 親族
先祖は千葉常胤孫小次郎成正で、江戸時代までは千葉氏を名乗り、明治になって苗字を白川とした。父慈摂は願生寺20世、明治10年（1877年）願生寺22世、明治13年（1880年）没。母は吉城郡下高原郷西村（神岡町）大国寺15世明照女。
二人の兄は明治6年（1873年）共に京都東本願寺に渡り、南条神興に師事し、大谷勝縁に従い改革運動を行った。長兄慈孝は劉石舟に詩を学び、文久2年（1862年）8月願生寺21世となり、明治7年（1874年）10月15日死去したため、その父慈摂が22世を継いだ。次兄慈弁は明治10年（1877年）大谷勝縁に従い西南戦争に従軍し、9月1日死去した。
従来、琴水は、明治元年（1868年）梅村速水が高山県に県知事として赴任した際、9月から10月頃の短期間嫁いだとされてきたが、「斐太明治乱記百首」に「不嫁」という記述があり、縁組には至らなかった可能性が指摘されている。
明治13年（1880年）、名古屋市玉屋町二丁目洋反物商上文字屋二代目青木錠太郎と結婚し、明治13年（1880年）たね、明治17年（1884年）10月22日志よう、明治16年（1883年）8月1日鐐太郎を生んだ。錠太郎が死去すると、店を畳んで下長者町三丁目に閑居した。
長男鐐太郎は菅原小学校、名古屋商業学校を卒業、飛鳥井孝資に表千家流茶道、三輪経年に歌、牧光葆に書、織田杏斎に画を学び、明治36年（1903年）京都に出て敬翁宗左に入門したが、明治37年（1904年）5月25日病没した。
次女志やうは後に青木穠子として歌壇で活躍した。